# Smolniki (powiat kartuski)
Smolniki (kaszub. Smólniczi, niem. Smolnick) – wieś kaszubska w Polsce, położona w województwie pomorskim, w powiecie kartuskim, w gminie Sierakowice na zachodnim skraju Pojezierza Kaszubskiego.
| SIMC    | Nazwa          | Rodzaj    |
| ------- | -------------- | --------- |
| 0171405 | Dolina Jadwigi | część wsi |

W latach 1975–1998 miejscowość należała administracyjnie do województwa gdańskiego.